# الدوري الهولندي الدرجة الأولى 1975–76
الدوري الهولندي الدرجة الأولى 1975–1976 هو الموسم العشرين من الدوري الهولندي الدرجة الأولى منذ إنشائه في عام 1956. فاز بهذا الموسم نادي هارلم.

## الفرق
يشارك 20 نادي في الدوري: النادي الذي يحتل المرتبة الأولى في هذا الدوري يتأهل مباشرة إلى الدوري الهولندي الممتاز، تأهل في هذه الدوري نادي هارلم.